# Beuvron (fiume)
Il Beuvron è un fiume del centro della Francia che scorre nella regione del Centro-Valle della Loira. È lungo 115,2 km e sfocia nella Loira.

## Geografia

### Etimologia
Il fiume deve il suo nome ai castori che popolavano le sue rive nel Medioevo e venivano chiamati bièvres, dal gallico bebron/bibron. La specie, gradualmente scomparsa nel corso dei secoli, fu reintrodotta nel bacino del Beuvron nel 1974.

### Corso del fiume
Il fiume nasce nel comune di Coullons, nella regione naturale della Sologna. Nel suo corso bagna il castello di Villesavin, nel comune di Tour-en-Sologne, e circa 1 km prima di immettersi nella Loira riceve le acque del Cosson, fiume che scorre nei pressi del castello di Chambord.

### Comuni attraversati
Il Cosson attraversa 18 comuni:
Cher
Argent-sur-Sauldre, Brinon-sur-Sauldre.
Loiret
Cerdon, Coullons.
Loir-et-Cher
Bauzy, Bracieux, Candé-sur-Beuvron (confluence), Cellettes, Chaon, Chaumont-sur-Tharonne, Chitenay, Cour-Cheverny, La Ferté-Beauharnais, Lamotte-Beuvron, Mont-près-Chambord, Les Montils, Monthou-sur-Bièvre, Montrieux-en-Sologne, Neung-sur-Beuvron, Neuvy, Nouan-le-Fuzelier, Ouchamps, Pierrefitte-sur-Sauldre, Saint-Viâtre, Seur, Tour-en-Sologne, Valaire, Vernou-en-Sologne, Vouzon.